# Sant Josep de sa Talaia
Sant Josep de sa Talaia (em catalão e oficialmente; em castelhano: San José) ou Sant Josep de la Talaia é um município da Espanha na ilha de Ibiza, província e comunidade autónoma das Ilhas Baleares. Tem 158,4 km² de área e em 2021 tinha 28 299 habitantes (densidade: 178,7 hab./km²).

## Demografia
| Variação demográfica do município entre 1991 e 2004 [carece de fontes?] | Variação demográfica do município entre 1991 e 2004 [carece de fontes?] | Variação demográfica do município entre 1991 e 2004 [carece de fontes?] | Variação demográfica do município entre 1991 e 2004 [carece de fontes?] |
| ----------------------------------------------------------------------- | ----------------------------------------------------------------------- | ----------------------------------------------------------------------- | ----------------------------------------------------------------------- |
| 1991                                                                    | 1996                                                                    | 2001                                                                    | 2004                                                                    |
| 9704                                                                    | 11841                                                                   | 14267                                                                   | 17385                                                                   |